# Hazenit
Hazenit – bardzo rzadki minerał należący do grupy struvitu. 
Nazwany na cześć amerykańskiego mineraloga Roberta M. Hazena.

## Charakterystyka

### Właściwości
Krystalizuje w układzie rombowym. Występuje w promieniujących skupiskach, gdzie kryształy mają najczęściej pryzmatyczny lub promienisty pokrój. Jest minerałem przezroczystym i kruchym. Jest bezbarwny o białej rysie i szklistym połysku.

### Występowanie
Występuje w wysuszonych lub rozłożonych algach na porowatych podłożach wapniowo-węglanowych. Wytrącany przez mikroby. Towarzyszą mu kalcyt i aragonit. Jest jednym z najrzadszych minerałów na świecie. Jedynym miejscem występowania hazenitu jest południowy brzeg jeziora Mono w Kalifornii. 